# Москос, Элиас
Элиас Москос (начало XVII века, Ретимнон, Крит — 26 января 1687, Закинтос) — греческий художник—иконописец.

## Жизнь и творчество
Художник Элиас Москос родился на Крите и входит в число пяти крупнейших греческих иконописцев XVII века. В связи с продолжавшейся с 1645 по 1669 год борьбой за обладание островом между венецианцами и местными греками — с одной стороны, и турецкой армией — с другой, закончившейся победой турок под главным городом Крита Кандией (ныне Ираклион), Э. Москос, как и многие другие критские мастера, вынужден был покинуть родину. Он переселяется в 1646 году на Закинтос, где живёт и работает до самой своей смерти.
Все известные и сохранившиеся до нашего времени иконы кисти Э.Москоса были написаны им между 1649 и 1686 годами на Закинтосе и соседнем острове Кефалония. На начальном этапе творчества работы художника отражали традиции византийской иконографии (например, Христос Пантократор (1653)), тем не менее в большинстве его произведений чувствуется сильное влияние итальянского маньеризма.